# Bohumil Pešta
Bohumil Pešta (14. září 1912 Bor u Sedlčan – 3. prosince 1973 Sedlčany) byl důstojník československé armády. Za druhé světové války velel na Příbramsku jednomu z oddílů partyzánské skupiny Smrt fašismu velitele kpt. Olesinského.

## Bojové nasazení partyzánů v květnovém povstání
Dne 5. května 1945 provedli přepad motorizované kolony pod Malou Babou, kde se jim podařilo získat větší množství zbraní a munice. Dále partyzánská skupina Smrt fašismu kpt. Olesinského podnikla samotný útok na Příbram a zúčastnila se bojů o Horymírova kasárna. V Příbrami vyzbrojili povstalce a tak získali mnoho dobrovolníků. Díky jejich účasti na bojích v Příbrami se jim podařilo německé jednotky vytlačit z města. Tato partyzánská skupina skupina se zúčastnila i posledních bojů druhé světové války v Čechách, tedy střetu u Slivice.

## Věznění
V letech 1948–1953 byly na Příbramsku při uranových dolech stavěny tábory nucených prací a koncentrační tábory. V roce 1949 byl plukovník Bohumil Pešta zatčen tehdejším komunistickým režimem a odsouzen ke 25 letům vězení. Odsouzen byl za účast v protikomunistické odbojové organizaci Praha-Žatec, také odmítl vstup do komunistické strany, což u důstojníka nebylo přijatelné. V letech 1953–1960 byl vězněn na Bytízu. Propuštěn byl po 11 letech v roce 1960, díky hromadné amnestii.
Zemřel 3. prosince 1973 na podlomené zdraví, kvůli dlouhodobému věznění v krutých podmínkách.